# Подо-Калиновка
Подо-Калиновка (укр. Подо-Калинівка) — село в Юбилейной сельской общине Херсонского района Херсонской области Украины.
Почтовый индекс — 75124. Телефонный код — 5542. Код КОАТУУ — 6525082501.

## Население
Население по переписи 2001 года составляло 1772 человека.

### Языковой состав
Родной язык населения по данным переписи 2001 года:
| Язык       | Численность, чел. | Доля     |
| ---------- | ----------------- | -------- |
| Украинский | 1 687             | 95,20 %  |
| Русский    | 77                | 4,35 %   |
| Другое     | 8                 | 0,45 %   |
| Итого      | 1 772             | 100,00 % |

## Местный совет
75124, Херсонская обл., Алёшковский р-н, с. Подо-Калиновка, ул. Цюрупы